# Glomera salicornioides
Glomera salicornioides är en orkidéart som beskrevs av Johannes Jacobus Smith. Glomera salicornioides ingår i släktet Glomera och familjen orkidéer. Inga underarter finns listade i Catalogue of Life.